# Greguss Ágost

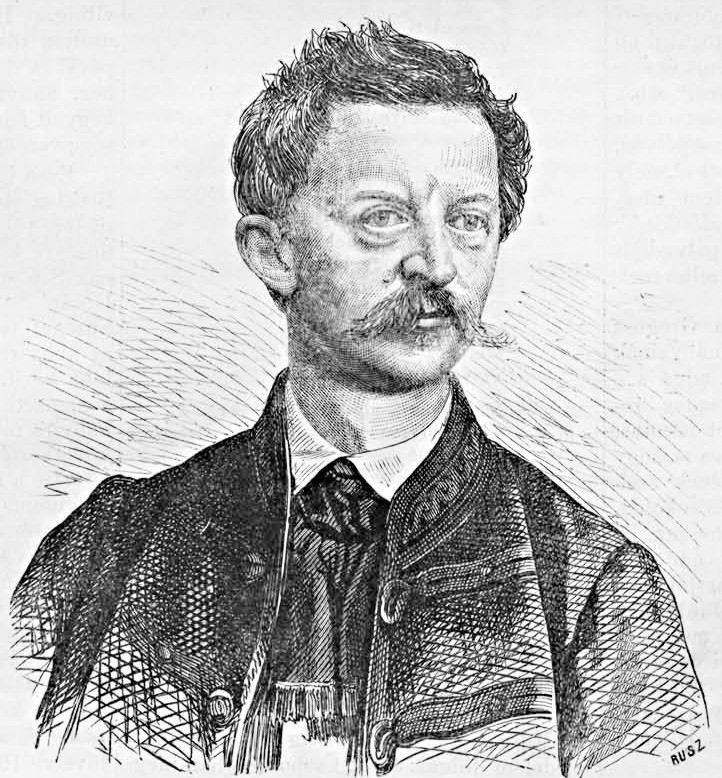
Rusz Károly metszete (1865)

Greguss Ágost (Eperjes, 1825. április 27. – Budapest, 1882. december 13.) bölcseleti doktor, egyetemi tanár, esztéta, az MTA tagja, a Kisfaludy Társaság másodelnöke. Greguss Gyula bátyja.

## Életpályája

### Gyermekkora
Apja, Greguss Mihály szintén híres esztéta volt, sokoldalú tudós, aki mint tanár a filozófián és esztétikán kívül a természeti és mennyiségtani tudományokat is tanította, és evangélikus iskolában először adta elő a bölcseleti tárgyakat magyar nyelven, adott ki egy esztétikai kézikönyvet Bouterweknek ajánlva: Compendium Aestheticae, usui audiorum suorum edidit (Kassa, 1826). Egy másik munkája: Durch welche Mittel kann die Wirksamkeit des Kanzelredners zweckmässig erhört werden? (koszorúzott pályamű, Pest, 1820) Édesanyja Farkas Livia volt.
Greguss Ágost az iskoláit Eperjesen kezdte, nyolcéves korától Pozsonyban folytatta, ahová apját szintén tanárnak hívták meg. Apját 1838-ban elvesztvén, a család az anya szülőföldjére, Rozsnyóra költözött.

### Tanulmányai
Greguss Ágost Rozsnyón folytatta tanulmányait, a filozófiai tanfolyamot 1841-43-ban Eperjesen fejezte be, ahonnan a bécsi egyetemre ment az orvosi szakra. 1844-ben, pesti tartózkodása alatt irodalmi körökkel jutott érintkezésbe, és mind jobban az írói pálya felé hajlott. A Regélő egy versét és egy Schiller-fordítását már ez évben közölte. Komoly tanulmánnyal készült az írói hivatásra, ezen eltökéléssel kereste fel 1845-ben a hallei egyetemet, s ott Erdmannak, "a hegelizmus utolsó mohikánjának" előadásai kiválóan termékenyítő hatással voltak szellemére. Itt kötött barátságot Gottlieb Stierrel, a zerbsti szeminárium későbbi igazgatójával, akit megtanított magyarul; Stier később a magyar irodalom számos művét németre fordította és szellemi életünket a külföldön fáradhatatlanul ismertette, Greguss pedig még hallei tartózkodása alatt meg akarván ismertetni a magyar népköltészetet a német közönséggel, számos magyar népdalt németre fordított, amelyeket Stier javított ki. Greguss első műve e gyűjtemény volt: Ungarische Volkslieder, Überzetz u. eingeleitet (Lipcse, 1846)

### 1846-tól az 1850-es évek közepéig
Egyetemi tanulmányait már 1846-ban félbeszakította, elfogadván a szarvasi evangélikus gimnázium meghívását a Vajda Péter halálával megüresedett tanszékre. Egy év múlva feleségül vette Kemény Máriát, akivel mindvégig boldogan élt. Pár füzet költői és kritikai dolgozata után Villanykák (Lipcse, 1847); Cid, Corneille Pétertől (Szarvas, 1847); Futár (uo. 1847) – esztétikai kézikönyvét is elkészítette, melyet Szontagh Gusztáv ajánlatára a Kisfaludy Társaság elfogadott kiadásra, de a szabadságharc miatt csak 1849 őszén adhatott ki: A szépészet alapvonalai (Pest, 1849). Ez volt az első önálló rendszeres magyar esztétika. Az 1848-49-es mozgalmakban tevékeny részt vett mind a helyi és megyei életben, majd a táborban is, mint írói munkásságával: Hitvallomása egy papnak Rousseautól, ford. Gerő (Szarvas, 1848); Gyászdalok (uo. 1848. névtelenül); Szarvasi Naptár (1849) Ezekért a nemzeti katasztrófa után üldözésnek volt kitéve, tanári állásától megfosztották. Amikor megtudta, hogy az elfogatási parancsot kiadták ellene, egy ideig álnéven nevelőként működött Török Gábor híres arad megyei alispán gyermekei mellett, aki maga mint béresgazda rejtőzött saját birtokán. Később a katonai szigor enyhültével jelentkezett. Elítélték, tizenegy havi fogságot szenvedett a nagyváradi vár börtönében. Tanári állását kiszabadulása után sem nyerhette vissza; Toldy Ferenc támogatásával a Pesti Naplónál talált alkalmazást Török Jánostól igen szerény feltételek mellett. Itt rövid idő alatt képzettsége, tehetsége és szorgalma annyira kitűnt, hogy mind tekintélye, mind javadalmazása folyton növekedett. Amikor Török 1855-ben a Magyar Sajtót alapította, Greguss mint főmunkatárs vele ment át e laphoz, később azonban ismét visszatért a Naplóhoz, és egészen 1860-ig a munkatársa maradt. Szorgalmas, lelkiismeretes hírlapíró volt, írt politikai cikkeket is, de leginkább feltűnt esztétikai és irodalomtörténeti dolgozataival. A tárcarovat számára több regényt fordított, egyéb folyóiratokba is írt, sőt maga is szerkesztette Hunfalvy Jánossal együtt a válogatott tartalmú Család könyvét (Pest, 1855–58).

### Hírlapírói működése
E hírlapírói korszak nevezetesebb termékei voltak: A szerelem gyermekei, regény Suetől (Gerő álnévvel, uo. 1853. 2 köt.); Lucifer kisasszony, regény Montépintől (Gerő, uo. 1854); Magyar verstan (eredetileg ez is tárcában jelent meg, uo. 1854); Bölcsészeti jogtudomány v. természetjog (Gros H. N. után, uo. 1854); A nők paradicsoma, regény Féval után (Gerő, uo. 1855. 4. köt.); A tapasztalati lélektan és tiszta logika vázlata (Beck J. után, uo. 1856); A nemzet napszámosai toldaléka (uo. 1854); Német-magyar tudományos műszótár (gimnáziumok és reáliskolák számára, uo. 1858); Szivbeli tartozások, regény Maquet Agosttól (uo. 1859). A folyóiratokban és lapokban: A magyar közmondásokról (Uj m. muzeum 1851); Elmefuttatás a szakállról (uo. 1853); Észrevételek a komikumról (Szépirod. Lapok 1853); Jelesebb iróink csarnoka (28 számból álló cikksorozat a Pesti Napló 1853-55. folyamában, nevezetes magyar írók jellemzései, főleg a XVIII. századtól a XIX. század közepéig, becses dolgozatok); Surville ezredes, regény Suetól (Pesti Napló 1854); Alvás és álom, lélek- és élettani tanulmány (Család könyve 1855); Irodalmi körültekintés (M. Sajtó 1855); Ált. észrevételek legujabb szépirodalmunk körül (Kelet Népe 1856); Hangsuly, hangnyomat, szórend és hangsulypör (Pesti Napló 1856); Arany János kisebb költ. birálata (Pesti Napló 1856); Szondi két apródja Aranytól (Család könyve III. 1858); A rútról, esztétikai tanulmány (Bpesti szemle III. IV. k. 1858). Továbbá számos eredeti és fordított költemény, kivált pedig színbirálat a Pesti Naplóban.

### Tudományos társulati tagságai
E gyászos korszakban Greguss írói tevékenysége nagy szolgálat volt a nemzetiség ügyének, s munkássága értékét csak fokozta széles körű műveltsége, erős erkölcsi érzése és hazafisága, valamint ízlése. Gondos, szellemes prózát írt, főtörekvése volt mindig szép formában és érdekesen nyújtani a tudományos ismereteket is. Azért az akadémia tízévi szünete után első nagygyűlésén 1858. december 15-én levelező, majd 1863. január 13-án rendes taggá, 1882. június 1-jén igazgatóvá választotta, és ugyancsak 1858-ban Marczibányi-dijjal jutalmazta az 1847-52. évkörben megjelent művek közt Greguss Széptanát. Székfoglalóul A materialismus hatásairól értekezett 1859-ben; e tanulmány külön kiadásban is megjelent. Az 1860-ban feléledt Kisfaludy Társaság is első ülésében tagjának és titkárának választotta 1860. július 15-én. Itt A népköltészet viszonyáról a műköltészethez című értekezésével foglalta el székét; műfordításait a külföldi népköltészetből még ez évben kiadta a társaság: Külföldi népdalok (Pest, 1860). A Kisfaludy Társaságon mindvégig nagy szeretettel csüggött. 1879. február 19-étől haláláig alelnöke volt e szépirodalmi intézetnek. Ő szerkesztette a társaság rendes kiadványait, az Évlapok I-XV. kötetét (1865-81), a Pártolói Könyvtárt, melybe Sandtól az Antonie regényt fordította (Pest 1863), felügyelt a Shakespeare-fordítás kiadására, maga is közreműködvén a Szeget-szeggel és az Athéni Timon c. darabok fordításával, és számos dolgozatot olvasott fel a társaság ülésein. E társaság 1864-ben meghirdetett pályázatára írta egyik legkitűnőbb művét: A balladáról (Pest 1865), mely a népköltészetek és Arany költői gyakorlatáról ritka készültséggel, szellemmel és finom elemzéssel állapítja meg a ballada elméletét. A társaság szervezetének átalakítását is ő kezdeményezte 1865-ben, 1871-ben pedig a Toldy Ferenc félszázados írói jubileumát indítványozta; ez alkalommal adta ki a Toldyéktól rendelkezésre bocsátott anyagból: Toldy Ferenc félszázados munkássága 1821-1871 című könyvészeti művét (Pest 1871). Az akadémiában is számos értekezést mutatott be: Baco inductiója; Baco védelme; A haladás elvéről; Emlékbeszéd Kölcsey felett (Szatmár 1864, az akadémia küldötteként tartotta szoborleleplezéskor); Erdélyi János emlékezete; Az első mesterségek jelképei; A szép erkölcsi alapjáról. Egy vígjátéka: A lángész (Pest, 1860), az akadémiánál Teleki-díjat nyert, egy másik: A levél, szintén megjelent (uo. 1861), de színre egyik sem került. Továbbá kiadta Zrínyi eposzát: Szigeti veszedelem 2 köt., uo. 1863, a mai nyelvhez alkalmazva, magyarázó név- és szótárral). Hírlapírói működését is folytatta, 1862–63-ban az Ország társszerkesztője volt, 1864–1865-ben Pákh Alberttel együtt a Magyar Sajtót szerkesztette, 1865-ben pedig az Országgyűlési Napló szerkesztője lett.

### Egyetemi tanárként
Az alkotmány helyreállítása után Eötvös József miniszter 1870-ben a pesti egyetemre az esztétika nyilvános rendes tanárául neveztette ki, s ezentúl főleg szakjának élt, melyet lelkesedéssel művelt; tanítványaira egyaránt hatott tudományával és jellemével, s a tanár és hallgató közti érintkezésre példát mutatott. Ekkor jelent meg a jeles Bevezetés, amellyel széptani előadásait a pesti egyetemen megnyitotta (Pest 1870). Esztétikai és irodalmi dolgozatainak legjavát összegyűjtve Tanulmányok cím alatt is kiadta (2 köt. 1872, németül Heinrich Gusztávtól, Zerbst 1875). Több nyilvános felolvasást tartott: A nő szerepe Mádách Az ember tragédiájában (Pest, 1870); Közoktatási cikksorozatok (Pesti Napló és külön kiad., uo. 1870); Az egyetlen tudományról (uo. 1871); A szabadságról (Budapest 1873); A stilről (Fővárosi Lapok 1873); A szép érzékéről (Családi kör 1874). Kiadta Arany János balladáit (Budapest 1877) kitűnő kommentárral; bővítve 1880-ban, később Beöthy dolgozta át, és Molière Tudós nőit magyar szöveggel gimnáziumok számára és francia szöveggel reáliskolák számára (uo. 1880). Szintén iskolai könyv, de a maga nemében a legjelesebb magyar termék: Magyar költészettan (uo. 1880). Ereje javát azonban két nagy mű megírásának szentelte. Egyik egy nagy monográfia, melynek megírásával az Akadémia bízta meg: Shakespeare pályája (uo. 1880), másik a Kisfaludy Társaság megbízásából készített Rendszeres széptan, amellyel ifjúkori esztétikáját akarta mintegy kicserélni. Ezt már csak halála után bocsátották ki tanítványai Greguss jegyzetei alapján, sajtó alá rendezte Liszka Béla, átnézte Beöthy Zsolt (Budapest 1888). Az 1870-es évek végétől gyomorrák tünetei mutatkoztak nála. Keveset dolgozhatott, leginkább verseket, meséket írt: Greguss Ágost meséi (uo. 1878); Meséi, külön kiadás az ifjuság számára (uo. 1878); Versei (uo. 1882); Mondások (uo. 1883). Tanulmányai III. kötetére előkészített anyagának felhasználásával szintén halála után adta ki a Kisfaludy Társaság: A balladáról és egyéb tanulmányok című kötetét. Emlékbeszédet a Kisfaludy Társaságban Beöthy Zsolt tartott fölötte 1884. február 10-én, az Akadémiában pedig Bánóczi József 1889. január 28-án.

## Munkássága

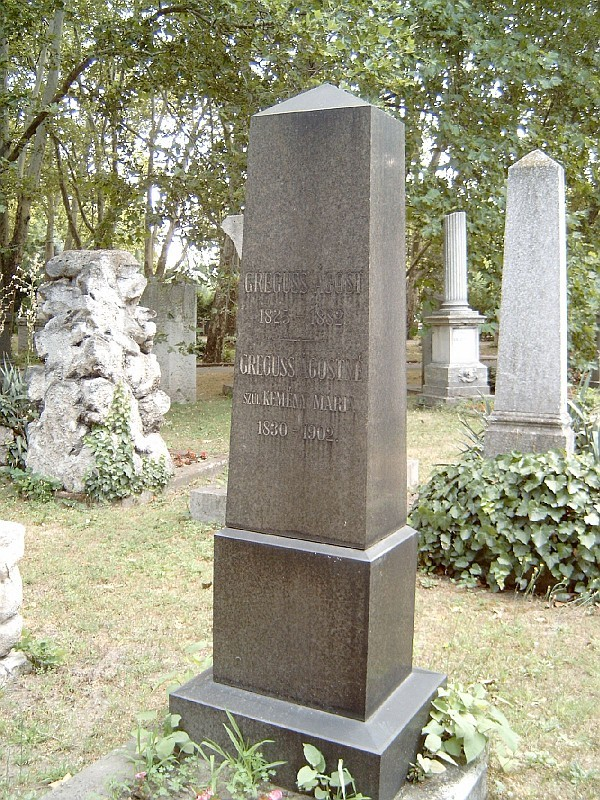
Greguss Ágost sírja Budapesten. Kerepesi temető: 34/1-1-23

Greguss a magyar esztétika elsőrangú képviselője; ő biztosította nálunk e tudományszak rendszeres művelését. 1849-iki Szépészete Hegel iskolájának bélyegét viseli magán és noha sok eredetiséget és fiatal bátorságot tanúsít, egészben a német spekulatív esztétikához csatlakozik. Rendszere utóbb, főleg a pozitivizmus hatása és saját elmélkedései következtében, átalakult. Újabb széptanában a szépet a jó és igaz egységében találja és az esztétikát részint erkölcsi, részint logikai alapra helyezi. A lélek tényeiből indul ki, főleg az érzésből, és egész sajátszerűen mellőzi a képzeletet. Fejtegetéseiben a sarkalatosság elvét alkalmazza módszerül, ama dualisztikus világnézetet, melyet Descartes-hoz csatlakoztatva mind a szellemi, mind az anyagi világban, és mind az egészben, mind a részekben alaptörvényül látott és tanított: a ketté oszlás, az ellentét, a pozitív és negatív elem, szellem és anyag jelenlétét minden tüneményben. Ő ez elvonásokat alkotó elemeknek tekintette. E felfogás gondolatmenetének szigorú következetességet, rendszerének átlátszó tisztaságot kölcsönzött, egyszersmind azonban dialektikai formalizmusra csábította a valóság alapjáról. Ezzel függ össze nagy hajlama a meghatározás, osztályozás, harmonizálás iránt. Az ellentétezés jellemzi stílusát is, mely mindig szabatos, világos, szellemes, fordulatos és könnyű és ebben a francia próza hatása érződik; mindenesetre leggondosabb stilisztáink közé tartozik Greguss, bár választékossága nem egyszer a mesterkéltséggel érintkezik. Versei inkább az elme, mint az érzés és képzelet művei; legjobbak a La Fontaine modorában szerzett meséi.

## Munkái

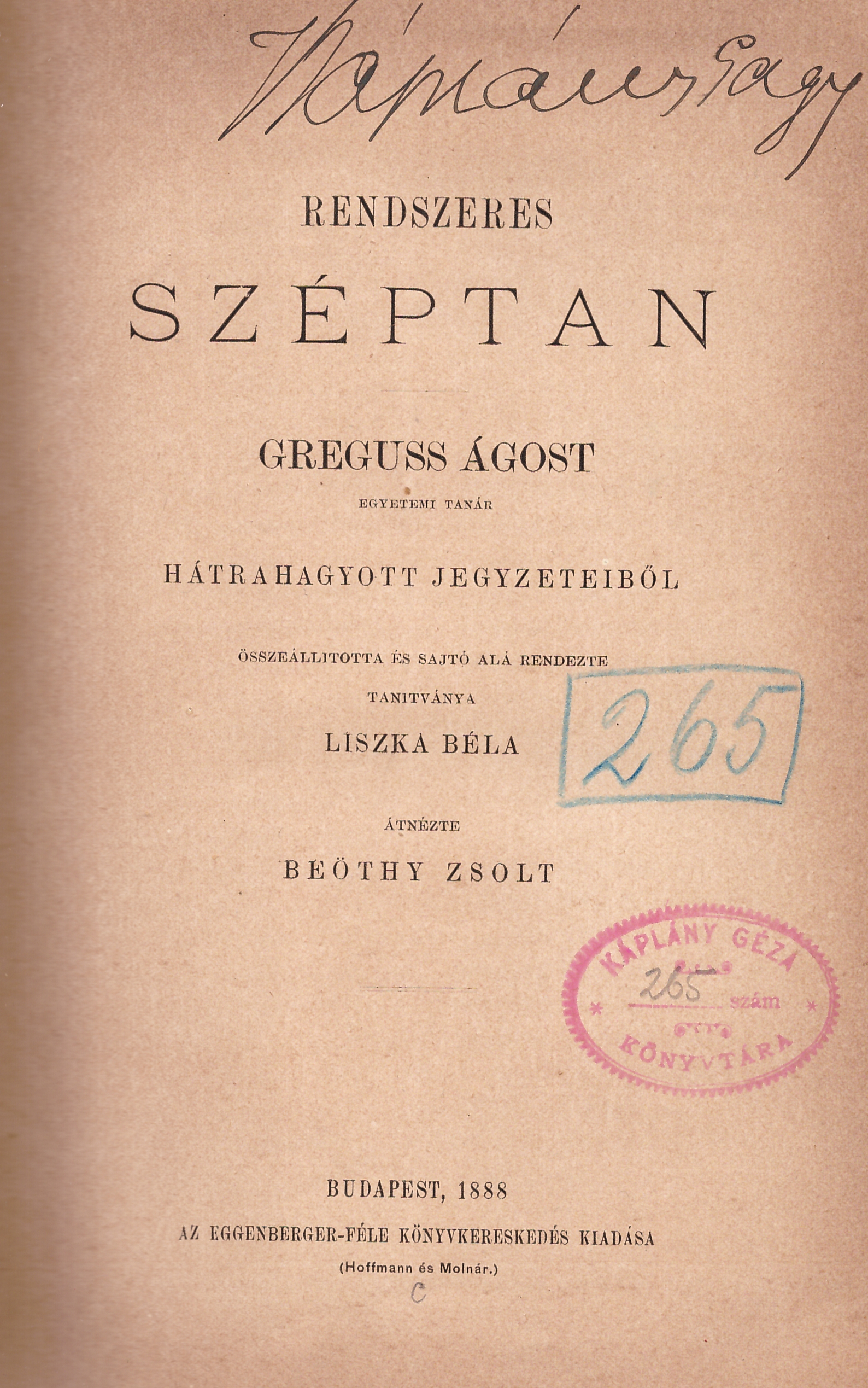
Rendszeres széptan

- Ungarische Volkslieder. Uebersetzt und eingeleitet. Lipcse, 1846 (Ism. Szépirodalmi Szemle) Online
- Villanykák. Lipcse, 1847 (Epigrammgyűjtemény)
- Futár. Szarvas, 1847 (Materia peccans a magyar irodalomban. Petőfi Sándor összes költeményei egy kötetben. Nagy férfiak mondatai: Vörösmarty szózata, Kis Káté. 600 példányban nyomatott.)
- Cid. Corneille Pétertől, magyarítva. Szarvas, 1847 (és Budapest, 1873. újra fordítva)
- Robespierre beszéde az alkotványról. Ford. és a magyar nép figyelmébe ajánlja. Szarvas, 1848
- Edzdalok. Szarvas, 1848. (Névtelenűl; eredeti költemények, egy Beranger és egy Hervegh után ford.)
- Magyar marseillaise. 1848. Szarvas, 8rét 2 levél
- Öt levél a magánybul a társaságnak. Szarvas, 1848 (600 péld. nyom.)
- Hitvallomása egy papnak. Rousseau után ford. Szarvas, 1848 (600 péld. ny.)
- Költeményei egy elevennek. Szarvas, 1848
- A szépészet alapvonalai. Kiadta a Kisfaludy-társaság. Bpest, 1849. (Marczibányi-jutalmat nyert munka. Ism. Uj M. Muzeum 1854. I. 435. l.)
- A szerelem gyermekei. Regény Sue Jenőtől, ford. Pest, 1853. Két kötet. (Előbb a Pesti Napló tárcájában jelent meg.)
- Magyar verstan. Pest, 1854 (Ism. M. Sajtó 1855. 34–41. sz.)
- Lucifer kisasszony. Franczia regény, Montepin Xaver után ford. Pest, 1854 (Előbb a P. Naplóban)
- Surville ezredes. Sue után francziából ford. Pest, 1854 (Előbb a P. Naplóban)
- A nők paradicsoma. Franczia regény. Féval után ford. Pest, 1855, négy kötet
- Bölcsészeti jogtudomány vagy természetjog. Gross Henrik Károly után. Pest, 1854
- A tapasztalati lélektan és tiszta logika vázlata. Beck József után ford. Pest, 1856 (2. jav. kiadás. Pest, 1863. 5. kiadás. Bpest, 1881)
- A «nemzet napszámosai» toldaléka. Pest, 1857 (Különny. a P. Naplóból)
- Német-magyar tudományos műszótár, gymn. és reáliskolák számára. Pest, 1858
- A materialismus hatásáról. Pest, 1859 (Székfoglaló beszéd a m. tud. akadémia júl. 11. gyűlésén és a M. tud. Akad. Értesítője 1859. II. 7. sz., 2. a szent István társulat kiadása. Pest, 1859)
- Szívbeli tartozások. Maquet Ágost után ford. Pest, 1859
- A lángész. Teleki-díjat nyert vígj. 3 felv. Pest, 1860 Online
- Külföldi népdalok. Kiadta a Kisfaludy-társaság. Pest, 1861. (2. bőv. kiadás. Népek lantja cz. Pest, 1866)
- Levél, vígj. 3 felv. előjátékkal. Pest, 1861
- Pantheismus és személyes Isten. Pest, 1862 (M. Akad. Értesítő III. k. 2. sz.)
- Antonia. Regény, Sand Georges után ford. Pest, 1863 (Kiadta a Kisfaludy-társaság.)
- Zrinyi Miklós «Szigeti veszedelme». A mai nyelvhez alkalmazva a magyarázó név- és szótárral ellátva. Pest, 1863 (Remekírók 9., 10.)
- Kölcsey Ferencz emlékezete. Pest, 1864. Beszéd, melyet Kölcsey szobrának leleplezése ünnepén Szatmárt, 1864. szept. 25. mondott. Kiadta a Kisf.-társ.
- A balladáról. A Kisfaludy-társaság által 1864-ben jutalmazott pályamű. Pest, 1865. (Ism. Bud. Szemle, Uj F., III. 2. kiadás. A balladáról és egyéb tanulmányok cz. Pest, 1886. Kiadja a Kisfaludy-társaság. A kiadó, a társaság megbízásából, Heinrich Gusztáv. Ism. M. Salon V., Bud. Szemle XLVI., 3. jav. kiadás. Pest, 1886. és Olcsó Könyvtár 213. sz. Különny. az előbbi 3. kiadásból.)
- Julius Caesar története. I. Napoleon után ford. Pest, 1865-66. Két kötet (Székely Józseffel együtt.)
- Szeget szeggel, ford. Pest, 1866 (Shakespeare minden munkái 6. k. 2. kiadás. Bpest, 1889)
- Atheni Timon, ford. Pest, 1867 (Shakespeare minden munkái 9. k. 2. kiad. Pest, 1889)
- G. Á. beszéde a nagylaki választókerület közönségéhez. Pest, 1870
- Greguss Gyuláról emlékezés. Pest, 1870 (Felolv. a Kisfaludy-társaság közülésén febr. 5.)
- Az aesthetika. Bevezetés, melylyel széptani előadásait megnyitotta. Pest, 1870
- Toldy Ferencz félszázados irodalmi munkássága. Pest, 1871
- Közoktatási észrevételek. Főtekintettel a protestáns középiskolákra. Pest, 1871
- Az egyetlen tudományról. A nőképzőegylet estélyén 1872. ápr. 14. olvastatott. Pest, 1872
- Greguss Ágost tanulmányai. Pest, 1872. Két kötet. (I. Beszédek. Széptani czikkek. II. Színi birálatok. Vegyes czikkek. Ism. Figyelő 1873. Németűl dr. Heinrich Gusztávtól. Zerbat, 1875)
- Arany János balladái, fejtegeti. Budapest, 1877. (2. bőv. kiadás. Pest, 1881) Online
- Arany János balladái, magyarázva. Pest, 1877. (Jeles Irók Iskolai Tára I.)
- A szabadságról. Bpest, 1874. (A tudomány- és műegyetemi olvasókörben felolvasta 1873. dec. 7.)
- A szegény nemes. Flamand beszély, Conscience Henrik után francziából ford. Bpest, 1875 (Olcsó Könyvtár 19.)
- Toldy Ferencz emlékezete. Beszéd a Kisfaludy-társaság 1876. közülésében. Bpest, 1876
- Bulletin de la neuvième session du Congríès International de Statistique à Budapest (aug., szept.) 1876
- Greguss Ágost meséi. Bpest, 1878. (Külön kiadás az ifjúság számára. Bpest, 1878. Irodalomtört. Közlem. 1891. A beteg király cz. meséje Szalay Károly ism. és fejteg.)
- Molière tudós női. Ford. Arany László, magyarázta. Bpest., 1879 (Jeles Írók Iskolai Tára IX. 2. kiad. 1895. sajtó alá rendezte Heinrich Gusztáv)
- Les Femmes savantes de Molière. Magyarázta. Bpest, 1879 (Jeles Írók Iskolai Tára X.)
- Beszéde, melylyel az egyetemi évet 1879. szept. 9. megnyitotta. Bpest, 1879
- Magyar költészettan. Bpest, 1880 (2. kiadás. Bpest, 1890)
- Shakspere. A m. Tudom. akadémia által Karácsonyi-díjjal jutalmazott mű. I. kötet. Shakspere pályája. Bpest, 1880. (Ism. Főv. Lapok 1879. 280. sz., a Hon 1879. 311-313. sz. Reviczky Gy.)
- Greguss Ágost versei. Bpest, 1882
- Mondások. Az élet könyvéből kijegyezgette. Bpest, 1883
- Magyar balladák. Magyarázták G. Á. és Beöthy Zsolt. Bpest, 1885 (Jeles Írók Iskolai Tára I. Ism. M. Tanügy, Nemzeti Nőnevelés, Egyetértés 135., 162. sz. és Bud. Szemle XLII. Riedl Fr.)
- A balladáról és egyéb tanulmányok. Bpest, 1885. (Meghagyása szerint sajtó alá rendezte Heinrich Gusztáv. Ism. Bud. Szemle XLVI.)
- Képes mesék kis gyermekek számára. Bpest, 1885 (3. kiadás, 4. k. Pozsony, 1888)
- Rendszeres széptan. G. Á. hátrahagyott jegyzeteiből sajtó alá rendezte tanítványa, Liszka Béla. Átnézte Beőthy Zsolt. Bpest, 1888. (Ism. P. Napló 61. sz., Tanáregyl. Közlönye, Bud. Szemle LV., M. Állam 97., 98. sz., Sárosp. Lapok 35. sz., Főv. Lapok 62. sz., Nemzeti Nőnevelés, Bud. Szemle LV.)

Nőbiztosítás című színművét először adták a pesti Nemzeti Színházban 1861. február 10-én.
- Írói arcképek; sajtó alá rend., előszó, jegyz. Mellinger Kamilla; Egyetemi Ny., Budapest, 1934 (Magyar irodalmi ritkaságok)
- Greguss Ágost válogatott irodalomtörténeti és irodalomkritikai írásai; sajtó alá rend., jegyz., utószó Török Lajos; Napkút, Budapest, 2021

## Emlékezete
- A Kisfaludy Társaság Greguss-díja (Prize of the Kisfaludy Society)[2]